# Мюльгаузен (Середня Франконія)
Мюльгаузен (нім. Mühlhausen) — громада в Німеччині, розташована в землі Баварія. Підпорядковується адміністративному округу Середня Франконія. Входить до складу району Ерланген-Гехштадт. Складова частина об'єднання громад Гехштадт-ан-дер-Айш.
Площа — 16,57 км2. Населення становить 1759 ос. (станом на 31 грудня 2020).